# José Gomes de Almeida Branquinho
José Gomes de Almeida Branquinho (Viseu, 01 de Janeiro de 1871 - Lisboa, 12 de Junho de 1916) foi um poeta e jornalista português.Casou com Albertina Rosa dos Santos, em 31 de Agosto de 1911, na cidade de Lisboa, e não deixou descendência.

## Biografia
Deixou dispersas por jornais e revistas muitas composições suas, de justo merecimento literário.
Amanuense do Comissariado de Instrução Pública da cidade natal, Viseu, obteve, em 1902, transferência para o Porto e, alguns anos depois, para a Inspecção Escolar de Lisboa. Foi Sub-Chefe da Revisão do "Diário de Notícias", em cujo jornal publicou várias poesias. Colaborou no "Jornal da Manhã", na "Vanguarda", na "Alma Nova" e no "Arquivo Democrático", e nos periódicos visienses "A Folha", "O Maganão", "O Eco Visiense", "O Grilo da Cava", com o pseudónimo de Dr. Mandioca, "A Voz da Oficina", "A Academia" e "Hilário", do qual foi Director de 1896 a 1897.
Deixou as seguintes obras: 
- O Último Boémio, de colaboração com A. Campos, Viseu, 1896 - opúsculo de reduzida tiragem, sobre a morte de Hilário, o famoso estudante boémio coimbrão, natural de Viseu[1]
- A Filha, poemeto dramático social, Viseu, 1897[1]
- Vida Boémia, amor e sátira, Viseu, 1902[1]
- Ladrão... do milho, paródia à Oração do Pão de Abílio Manuel Guerra Junqueiro, Porto, 1902[1]
- A Estátua de Pombal, poema anti-jesuítico, Lisboa, 1905[1]
- O Castanheiro dos Amores, poemeto patriótico e de amor, Lisboa, 1913[1]
- Objurgatória da Guerra, poemeto, 1915 - publicado na "Vanguarda"[1]

A Câmara Municipal de Viseu consagrou a memória de José Branquinho, dando o seu nome à Rua onde viveu.